# Christian Bembenek
Christian Bembenek (* 12. Januar 1967) ist ein ehemaliger deutscher Basketballspieler. Der 2,08 Meter große Innenspieler spielte für die SG Braunschweig in der Basketball-Bundesliga und bestritt zwei A-Länderspiele für Deutschland.

## Laufbahn
Bembenek entstammt der Jugendarbeit der SG Braunschweig, wurde von Eckhard Stein gefördert und war Schüler des Lessinggymnasiums. Er nahm 1986 mit den Junioren-Auswahlmannschaften des Deutschen Basketball-Bundes an der Europameisterschaft und 1987 an der Weltmeisterschaft teil. Mit der Herrenmannschaft der SG Braunschweig stieg er 1987 in die 2. Basketball-Bundesliga auf. Die Saison 1987/88 wurde auf dem sechsten Tabellenrang abgeschlossen, dennoch stieg Bembenek mit seiner Mannschaft in die Basketball-Bundesliga auf, da der ASC Göttingen seinen Abschied aus der Liga erklärte und alle anderen Nachrückkandidaten verzichteten. In der Bundesliga-Spielzeit 1988/89 blieb er mit Braunschweig in 28 Partien sieglos, damit stiegen die Niedersachsen sofort wieder in die zweite Liga ab. Bembenek erzielte in der Saison als drittbester Braunschweiger Korbschütze einen Mittelwert von 10,7 Punkten je Begegnung.
1991 erreichten Bembenek und die Braunschweiger als Zweitligaverein das Endspiel um den DBB-Pokal, mussten sich dort aber Bayer Leverkusen geschlagen geben. Dennoch qualifizierten sie sich auf diese Weise für den Europapokal der Pokalsieger. Im selben Jahr gelang die Rückkehr in die 1. Bundesliga. 1991 war auch das Jahr, in dem er in zwei Freundschaftsspielen für die deutsche A-Nationalmannschaft zum Einsatz kam, eines davon wurde in Braunschweig ausgetragen. In seinem zweiten Erstligajahr mit Braunschweig (1991/92) kam Bembenek in der Hauptrunde auf 10,8 Punkte je Begegnung, in der Abstiegsrunde dann auf 7,7. Er bestritt im Herbst 1991 zwei Europapokaleinsätze für Braunschweig: Im Hinspiel gegen VEF Rīga erzielte er 33 Punkte, im Rückspiel drei. Nach dem Wechsel zum MTV Wolfenbüttel 1992 kehrte Bembenek 1994 zur SG Braunschweig zurück, als die Mannschaft gerade aus der höchsten deutschen Spielklasse abgestiegen war. Es gelang 1995 wiederum der Aufstieg in die erste Liga.
Im Anschluss an seine Leistungssportlaufbahn wurde Bembenek beim Volkswagen-Konzern tätig.